# Egbert Kahle
Egbert Kahle (* 21. Januar 1943 in Berlin) ist ein deutscher Betriebswirt und lehrte von 1982 bis 2008 als ordentlicher Professor für Betriebswirtschaftslehre, insbesondere auf den Gebieten Entscheidungsprozesse und Organisation an der Universität Lüneburg, später Leuphana Universität Lüneburg. Er wohnt in Lüneburg.

## Leben
Nach dem Abitur und vierjährigem Dienst als Offizier bei der Bundeswehr studierte er 1965–1969 Betriebswirtschaftslehre in Hannover und Göttingen und erwarb 1969 den Grad des Diplomkaufmanns. Er promovierte 1973 und habilitierte 1977 für Betriebswirtschaftslehre in Göttingen. 1982 erhielt er einen Ruf auf die Professur für Betriebswirtschaftslehre, insbesondere Entscheidung und Organisation an der Universität Lüneburg (jetzt Leuphana Universität). Nach 25 Jahren, in denen er zuerst den Fachbereich Wirtschaft- und Sozialwissenschaften und anschließend die Fakultät II – Wirtschaft-, Verhaltens- und Rechtswissenschaften geleitet hat, ging er im Juni 2008 in den Ruhestand und erhielt weitere drei Jahre die Position als Seniorprofessor.

## Wirken
Egbert Kahle war seit 1978 Mitglied im Verband der Hochschullehrer für Betriebswirtschaft und in dessen Kommissionen Organisation, Wissenschaftstheorie und Umweltwirtschaft. Von 1995 bis 1997 führte er den Vorsitz der Kommission Wissenschaftstheorie und von 2000 bis 2002 den Vorsitz der Kommission Organisation.
Bemerkenswert ist, dass er in seinen Arbeiten Elemente der Kognitionswissenschaft und der Luhmann’schen Systemtheorie in die betriebswirtschaftlichen Teildisziplinen Organisation und Entscheidung neben Aspekten der multipersonellen Mehrzielentscheidung, der Mehrzielprogrammierung, der Fuzzy Set-Theorie integrierte. Erarbeitete Erkenntnisse bezog er immer auf Führungsprobleme von Profit- und Non-Profit/Non-Market Organisationen. Im Rahmen dieses Forschungsansatzes betreute er viele Dissertationsprojekte.

## Veröffentlichungen (Auswahl)
- (mit Elmar A. Küsters) Unternehmensführung und –kontrolle jenseits von Zahlen – Auf Werte und klare Entscheidungsstrukturen kommt es an, in: ZfO – Zeitschrift Führung und Organisation, 4/2021, S. 207–212
- (mit Helldorff, S.) Die Schattenseiten Künstlicher Intelligenz, in: ZfO, 1/2020, S. 21f.
- (mit Helldorff, S.) Kompetenzentwicklung als Erfolgsfaktor in VUCA-Umgebungen, in: Falko Wilms / Andreas Größler (Hrsg.): Volatilität, Unsicherheit, Komplexität, Ambiguität – Kybernetische Ansätze für  die Unternehmensführung, Berlin 2018, S. 79–90
- Kompetenzerfassung als Voraussetzung für Organisations- und Personalentwicklung unter Beachtung verschiedener Menschenbilder, in: Behrendt, T., Jochims, T., Nienhüser, W., Erkenntnis und Fortschritt – Beiträge aus Personalforschung und Managementpraxis, München, Mering 2015, S. 147ff.
- (mit Helldorff, S.) Entrepreneurship – Anders Können, anders Wollen, anders Dürfen, in: SEM Radar, 14. Jg. 1/2015, S. 55–72
- (mit Helldorff, S.) Mehr Können – mehr Wollen – mehr Dürfen: Die Anwendung des Kompetenznetzes auf die Kompetenzentwicklung in Unternehmen, in: Zeitschrift Führung + Organisation, 3/2014, S. 153–161
- (mit Falko Wilms )(Hrsg.) Effektivität und Effizienz durch Netzwerke. Wissenschaftliche Jahrestagung der Gesellschaft für Wirtschafts- und Sozialkybernetik vom 18. und 19. März 2004 in Lüneburg. Berlin 2005, ISBN 3-428-11884-7.
- Szenarien in der Unternehmensstrategie. Qualitative und quantitative Aspekte der strategischen Früherkennung. In: Falko E. P. Wilms (Hrsg.): Der Umgang mit der Zukunft. Stuttgart 2005, ISBN 3-258-06988-3, S. 333–352.
- Einige Aspekte des Führungsverhaltens im internationalen Vergleich unter besonderer Berücksichtigung der Elitebildung. In: J. Jurt (Hrsg.): Intellektuelle – Elite – Führungskräfte und Bildungswesen in Frankreich und Deutschland. Freiburg 2004, ISBN 3-00-013172-8, S. 129–140.
- als Hrsg.: Organisatorische Veränderung und Corporate Governance –  Aktuelle Themen der Organisationstheorie. DUV Reihe Entscheidungs- und Organisationstheorie, Wiesbaden 2002.
- Entscheidungs- und organisationstheoretische Grundlagen des Security Managements in Unternehmen. Lüneburg 2002, ISBN 3-935786-09-3.
- Früherkennung als Problem der Unternehmensführung in virtuellen Organisationen. In: SEM RADAR – Zeitschrift für Systemdenken und Entscheidungsfindung im Management. 1/2002, S. 27–42.
- Betriebliche Entscheidungen. 6., unwes. veränd. Auflage. München / Wien 2001, ISBN 3-486-25633-5.
- (mit Dieter Lohse) Grundkurs Finanzmathematik. 4., durchges. Auflage. München / Wien 1998, ISBN 3-486-24069-2.
- (mit Falko E. P. Wilms) Der Helidem – Eine nichthierarchische Form der Analyse komplexer Wirkungsgefüge. Aachen 1998, ISBN 3-8265-5732-8.
- Betriebswirtschaftslehre und Managementlehre. Wiesbaden 1997, ISBN 3-409-12239-7.
- (mit Falko E. P. Wilms) Im Tunnel: Das operational geschlossene Wirkungsgefüge multipersonellen Entscheidungsverhaltens. Lüneburg 1997, ISBN 3-927816-44-2.
- Einführung in die entscheidungstheoretisch orientierte Betriebswirtschaftslehre. Heidelberg 1996, ISBN 3-927809-97-7.
- Abbildung unscharfer Mehrzielsysteme in kognitiven Netzwerken. Lüneburg 1994, ISBN 3-927816-30-2.